# Берчешти (Горж)
Берчешти (рум. Bercești) насеље је у Румунији у округу Горж у општини Новачи. Oпштина се налази на надморској висини од 502 m.

## Становништво
Према подацима из 2002. године у насељу је живело 977 становника, од којих су сви румунске националности.